# 22489 Янака
22489 Янака (22489 Yanaka) — астероїд головного поясу, відкритий 7 квітня 1997 року.
Тіссеранів параметр щодо Юпітера — 3,312.
Названо на честь астронома-аматора Янаки (яп. やなか(谷中) янака).